# Toppspira

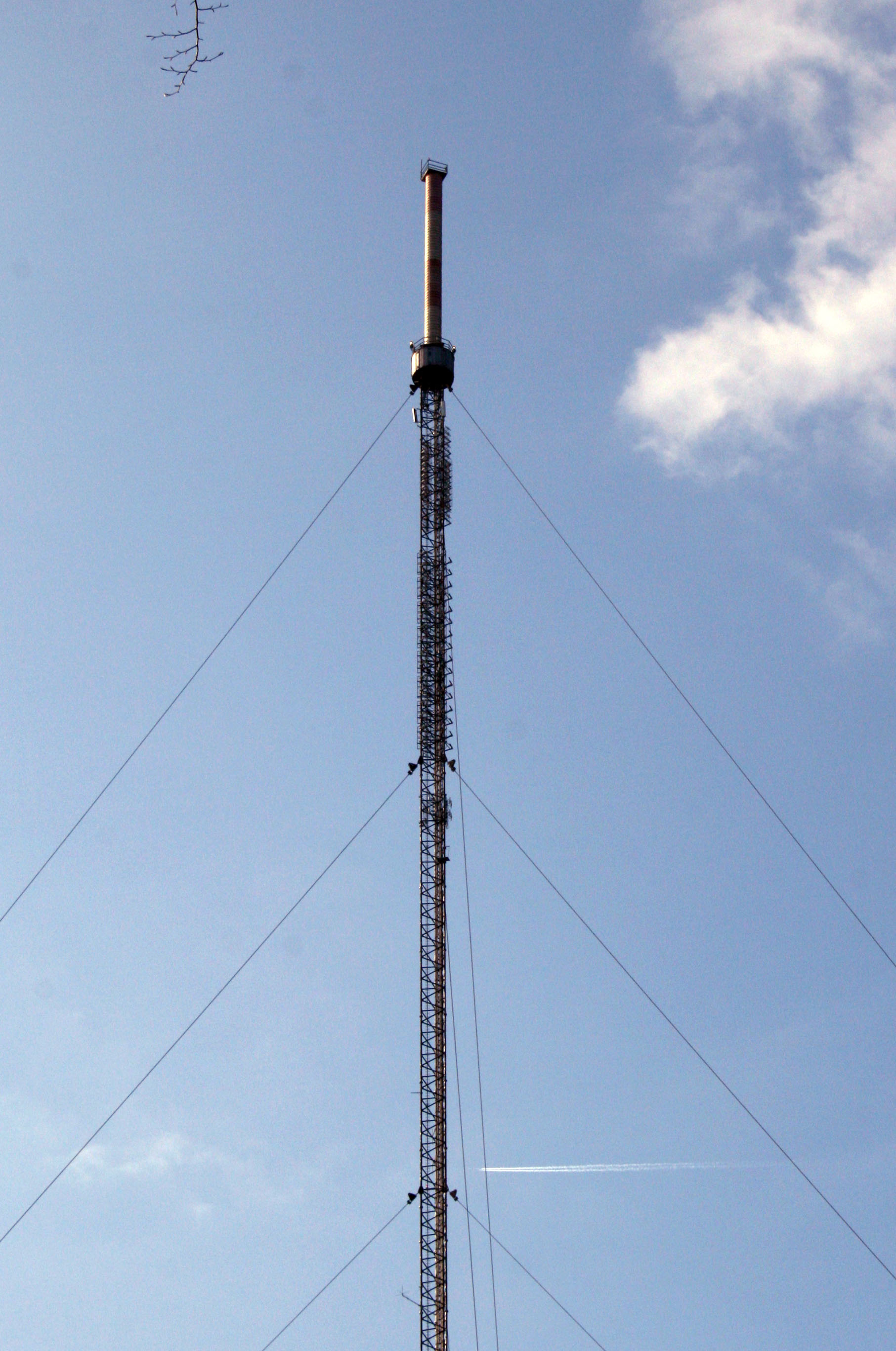
Toppen av Gungvalamasten med toppspiran längst upp (klicka för högre upplösning).

Toppspira kallas ofta den antenn på en TV-mast som sitter högst upp. Den är oftast cylinderformad, till skillnad mot själva fackverksmasten. Toppspiran/toppantennen är vanligtvis en rundstrålande UHF-antenn (kanal 21-61) med mycket hög antennvinst. Toppspiran är vanligtvis rödvitmålad.